# Waiting for the right time
Waiting for the right time is een lied van Barclay James Harvest.

## Lied
Basgitarist Les Holroyd schreef het voor het album Ring of changes dat in mei 1983 werd uitgebracht. Het lied gaat over een opgebroken liefde, waarbij een van de partners het juiste moment probeert te zoeken om de relatie te herstellen en weer samen op te trekken. Het wordt ook wel gezien als weergave van de dreigende breuk tussen Holroyd en Lees binnen de band. Françoise Hardy coverde het lied onder de titel Décalages, wel met eigen tekst.

## Single
Het werd in oktober 1983 na Ring of changes uitgebracht als tweede single behorende bij dat album. In tegenstelling tot het album, dat in Duitsland goed verkocht, verkocht de single onvoldoende om ook maar één enkele hitparade te halen. Het nummer, origineel langer dan zes minuten werd teruggebracht ongeveer 3 minuten. Voor de 12”-single werden beide versies gebruikt.
Op de B-kant werd Blow me down geperst, een lied van John Lees geschreven naar een idee van drummer Mel Pritchard. Blow me down haalde echter het album niet. Het vertoont gelijkenis met Heartbreaker van Free. De single is mede door dit een collector’s item voor verzamelaars; Duitse en Spaanse persing wijken af van de Britse.